# 校歌

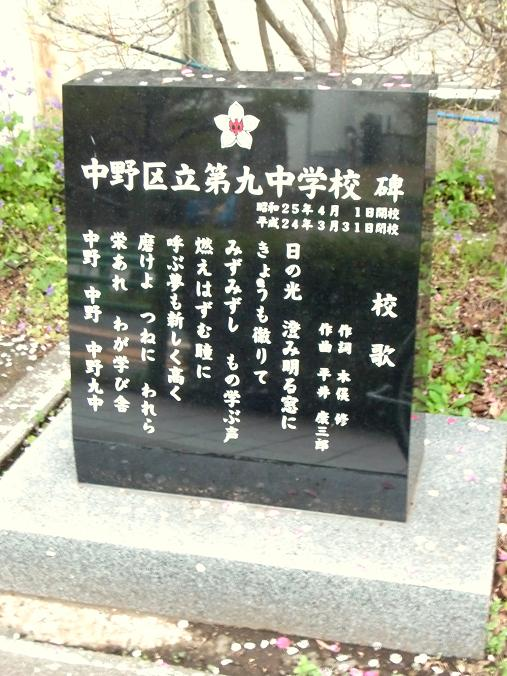
校歌碑（中野区立旧第九中学校）

校歌（こうか）は、学校で建学の思想をうたい、校風を発揚するために制定した歌のことである。

## 概説
日本や中国、韓国など東アジア諸国にはほぼ共通の校歌の概念がある。欧米やオーストラリアでは小学校レベルで校歌のある学校はめったにみられない。
学校にはその学校固有の寮歌や学生歌、応援歌などが制定されている例もあり、英語のSchool Songでは応援歌を指すこともあるが、日本では一般的に特にその学校を代表する「校歌」として制定されているもののみを指す。東京大学のように応援歌や学生歌、寮歌は存在しても校歌が存在しない学校もある。
なお、聴覚障害者（聴覚障害児）を入学対象とする聾学校にも校歌が制定されていることは少なくない。中には、手話を使う校歌も存在する。

## 日本の校歌
日本の初等教育・中等教育ではほとんどの学校で校歌が制定されており、入学式、始業式・終業式、卒業式など学校の式典や祭典において歌われる。幼稚園でも「園歌」が制定されている例もある。
一方、高等教育では正式な校歌がない例は珍しくない。ただし、校歌の代わりに「学歌（大学歌）」・「学園歌」・「学生歌」・「カレッジソング」、さらにまれな例として学校法人名・学校名が「院」「塾」「館」で終わるなどの特殊性から「院歌」、「塾歌」、「館歌」を制定している例もある。例えば、旧帝国大学においては「校歌」を制定しているのは北海道大学（永遠の幸・札幌農学校校歌）のみであり、東北大学、名古屋大学、大阪大学、九州大学は「学生歌」として、京都大学は「学歌」としてそれぞれ校歌に準じる歌が1つまたは複数制定されている。
日本における校歌の発生は、音楽的な高まりというよりも、明治政府の教育改革の一環に位置付けられていたとされる。明治時代になると教育の門戸は一斉に開け放たれ、小学校や中学校には広い地域から身分を問わず様々な生徒が集まるようになった。さらに大学や専門学校ともなれば日本全国から学生が集まる。多士済々な面々が集まる学校で必要となったのが価値観や思想を統一する訓練手段であり、その有効な手段の一つが校歌であった。祝典や行進の際に皆で同じ歌を合唱することは、集団生活において統制心を養う。初等教育の段階からこの訓練を繰り返し、学校教育における重要なカリキュラムの一つとして定着していった。また、一説ではフランス革命の民衆の高揚に倣う形で、集団意識の高揚を目的として作曲され、それが徐々に全国に広まって定着したと言われている（2019年4月12日に地上波で放送された『チコちゃんに叱られる!』では、元東京大学教授の渡辺裕によるこのフランス革命説が紹介された）。
1945年（昭和20年）までは、校歌を作成した場合には作詞者名、作曲者名、歌詞、楽譜、歌詞の説明などを添えて文部省へ認可申請を行わなければならず、この手続きを経て初めて正式に校歌として認められることとなっていた。

### 曲と歌詞

多賀城市立城南小学校校歌

メロディは作られた時代や作曲者などによって違いは様々であり、歌詞も同様である。だが、メロディと異なり、歌詞については一定の類型が存在する。よく歌われる内容として、次のようなものが挙げられる。
- 学校の所在地周辺の自然や地理、風土、具体的な地名など
- 学校の標語や校訓、教育理念、校風など
- 学校や学校の所在地の歴史
- 社会や未来への貢献、新しい社会の建設などを語るモットーやスローガン
- 学校名。校名が変わると歌詞も変わることがある

調は、日本の小学校においてはハ長調とヘ長調が大半を占める。一方日本の大学においてはヘ長調が最も多く、次いで変ホ長調、ト長調、ハ長調と続く。特に変ホ長調については、小学校では比較的少なく、高等学校や大学では好んで採用されているという現象が見られる。校歌を多く手掛けた山田耕筰の作品は特に高等学校以上でト長調を多用している。
日本の学校の歌詞は大半が日本語だが、国際基督教大学や西南学院大学などのミッション系大学とその付属学校では英語の歌詞、朝鮮学校や韓国学校では朝鮮語の歌詞による校歌が歌われる。

### 歌われる行事
日本の学校では校歌は学生・生徒・児童や教職員が学校行事の際に歌うことが一般的である。
- 入学式、卒業式、始業式、終業式、修了式など
- 運動会、文化祭・学芸会・学園祭など
- 同窓会など

ただし、すべての学校で、あるいはすべての学校行事で校歌が必ず歌われるというわけではない。

### 校歌の記録
- 日本最初の校歌 - お茶の水女子大学校歌。1875年（明治8年）に前身の東京女子師範学校が開校した際、昭憲皇太后より下賜された御製の和歌にメロディを付けたもの[12]。もっともこれには異説もあり、現代の校歌に連なる「学校の教育理念」を歌詞に盛り込んだ校歌としては1904年（明治37年）の旧制愛知一中（現・愛知県立旭丘高等学校）が初とされる[13]。
- 日本一歌詞が多い校歌 - 長野県諏訪清陵高等学校校歌。第一校歌と第二校歌より構成され、合わせると18番（第二校歌には、別に序章と終章が付く）よりなる[14]。
- 日本一歌詞が短い校歌 - 上宮高等学校校歌。法然上人の詠んだ歌で、「月影」と呼ばれている。

### 校歌の改廃
校歌が改変されたり、廃止されたりする理由として、次のようなものが挙げられる。
- 戦前戦中に作られた軍国調の校歌が新時代にふさわしくないとの理由で、戦後になって新校歌に置き換えられたり[16]、歌詞を一部改変されたりするケース[17]。
- 少子化の影響による学校の統廃合。
- 男女共学化。
- 校舎移転などの教育環境の変化[16]。
- 校名変更[18]。

その一方で統廃合後も複数の校歌を存続させたり、校歌をも統合するようなケースも存在する。

### 校歌と高校野球

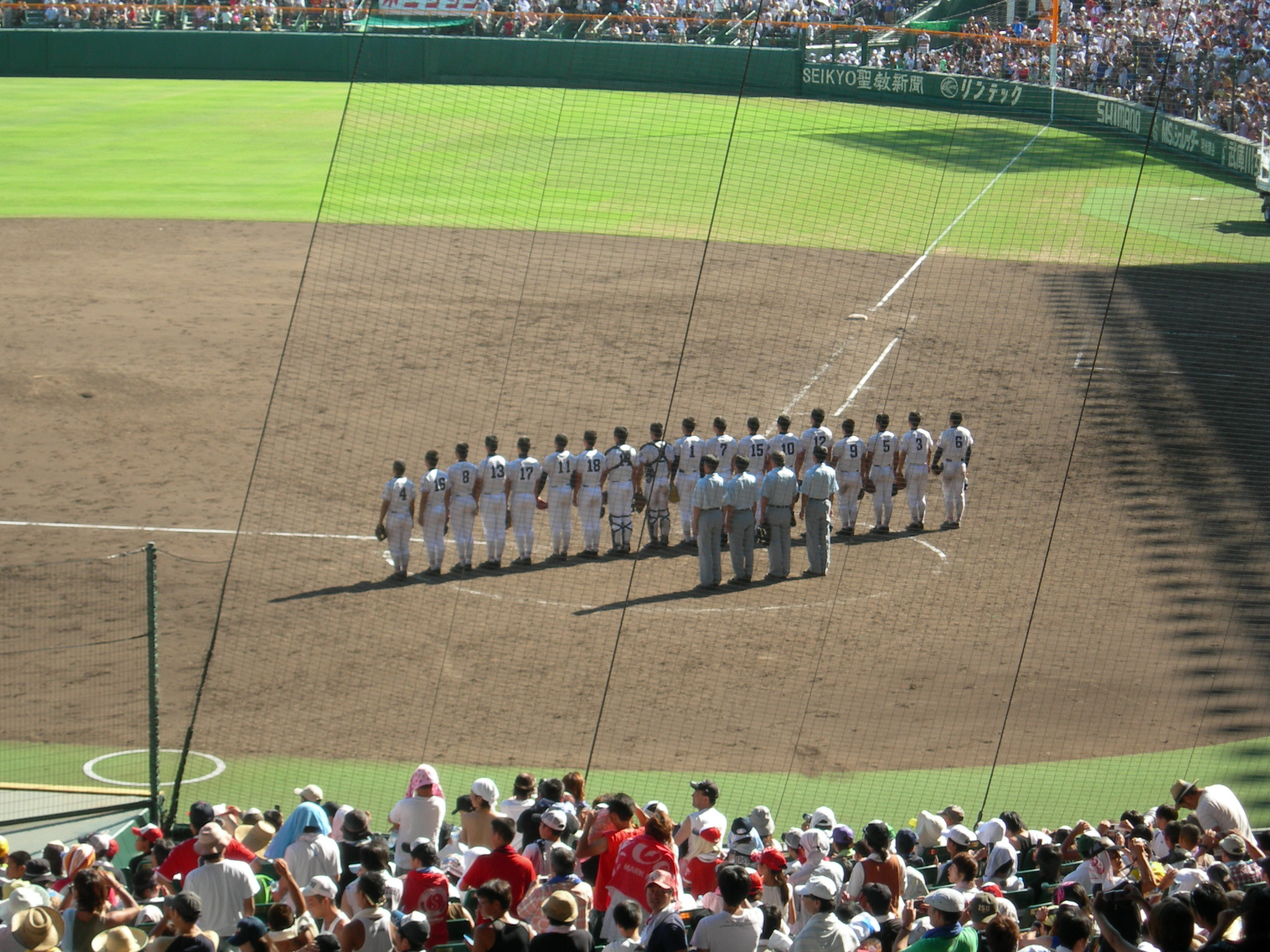
高校野球における校歌斉唱（2009年）

高校野球の全国大会（甲子園）で校歌斉唱が始まったのは、選抜高等学校野球大会（春のセンバツ）では1929年の第6回大会から、全国高等学校野球選手権大会（夏の大会）では1957年の第39回大会からである。初めて校歌が演奏された学校は、春のセンバツでは大阪府立八尾中学校（現・大阪府立八尾高等学校）、夏の大会では香川県立坂出商業高等学校である。
放送される校歌は、春のセンバツでは各学校が録音して提出した音源をそのまま放送する。夏の大会では各学校は校歌の楽譜を提出し、それを基に主催者から委嘱された音楽家による録音を放送する。
1999年の第71回選抜高等学校野球大会から初戦の2回表と2回裏に対戦相手（2チーム）の校歌が場内放送で歌付きで演奏（斉唱）される。したがってこの大会以降、すべての高校野球全国大会に出場した高校は最低1度は聞くことになる。選手交代のアナウンスは校歌の後で行われる。なおNHKでは2回の校歌演奏の際は勝利校の校歌演奏（斉唱）と同じように歌詞の字幕が表示される。また、NHKでニュースの放送時間の時は2回裏終了後に放送される。ただし、MBS系列や、ABC系列ではCMの関係で最後まで流すことは少ない。雨や雪が強い場合、試合終了後の校歌が流れないことがある。これは選手や観客の体調面などを考慮したものである。全国高等学校野球選手権大会およびその地方大会では、校歌がない学校が勝利した場合『栄冠は君に輝く』が校歌の代わりとなる。転じて、試合に勝つことを、「校歌を歌う（った）」と表現する場合もある。
各試合の終了後に勝利校の校歌が流れ、全国的にテレビ中継されるため、出場回数の多い高校や、メロディや歌詞が印象的な高校の校歌を覚えている人も多い。また、有償で校歌の入ったCDの配布を行ったところもある。

### 校歌ダンス
校歌ダンス（こうかダンス）は、校歌に合わせて踊られるダンスで、運動会などの学校行事の際に踊られる。沖縄県や長野県では多くの小学校で行われており、富山県、岐阜県の一部の小学校でも行われている例がある。
一般に、振り付けは各学校でそれぞれ考えられたもので、両手に手旗やボンボンを持って踊るものが多い。
沖縄県の離島などでは、地域の出身者であれば老若男女だれでも踊ることができるところもある。また、校歌ダンスが行われる機会も、運動会以外に限らず、学校行事としては創立記念日、送別会などで踊られるほか、学校外でも豊年祭や敬老の日などの地域のイベントで披露されることも多い。

### 著名な作詞家・作曲家

#### 作詞家
- 阿久悠
- 江間章子
- 大木惇夫
- 岡野弘彦
- 小椋佳
- 風巻景次郎
- 勝承夫
- 河西新太郎
- 喜志邦三
- 北原白秋
- 木下夕爾
- 木俣修
- 金田一京助
- 草野心平
- 葛原しげる
- 児玉花外
- 小林純一
- こわせたまみ
- 西條八十
- 阪田寛夫
- 佐藤春夫
- 時雨音羽
- 下山懋
- 白鳥省吾
- 神保光太郎
- 関根栄一
- 宗左近
- 宗武志
- 相馬御風
- 竹中郁
- 谷川俊太郎
- 高野辰之
- 土井晩翠
- 土岐善麿
- 服部嘉香
- 林古渓
- 深尾須磨子
- 星野哲郎
- 松坂直美
- まど・みちお
- 三木露風
- 宮澤章二
- 椋鳩十
- 村野四郎
- 持田勝穂
- 山本和夫
- 吉丸一昌
- 与田凖一
- 脇太一

#### 作曲家
- 芥川也寸志
- 飯田信夫
- 市川都志春
- 池内友次郎
- 池辺晋一郎
- 一條慎三郎
- 井上武士
- 岩河三郎
- 大澤壽人
- 大中寅二
- 大中恩
- 大野靖之
- 岡野貞一
- 岡本敏明
- 川澄健一
- 楠美恩三郎
- 古関裕而
- 近衛秀麿
- 小松耕輔
- 小山清茂
- 三枝成彰
- 佐々木すぐる
- 佐藤眞
- 清水脩
- 瀬戸口藤吉
- 高木東六
- 髙田三郎
- 高田信一
- 田中銀之助
- 團伊玖磨
- 都倉俊一
- 永井建子
- 永井幸次
- 中田喜直
- 中山晋平
- 信時潔
- 服部正
- 平井康三郎
- 福井直秋
- 堀内敬三
- 松下耕
- 明本京静
- 宮原禎次
- 八洲秀章
- 梁田貞
- 山口健作
- 山田耕筰
- 湯浅譲二
- 湯山昭

## 欧米の校歌
欧米では小学校レベルで校歌が制定されている例はめったになく、高校でも校歌が制定されていない学校もある。また校歌が制定されている学校でも、校歌の位置づけは国や地域によって異なっている。
アメリカ合衆国の高校でスクールソング（School Song）が制定されている例は少なくない。ただし、日本の学校のように校内行事で唱和するというより、高校対抗試合などで自校の応援歌として歌う楽曲として認識されていることが多い。